# N.P.C. Rieti
La N.P.C. Rieti (abbreviazione di New Project Children) è una società di pallacanestro italiana con sede nella città laziale di Rieti. 
Nata nel 1981 a Contigliano (provincia di Rieti) e trasferitasi a Rieti nel 2011, è stata la società che, nell’estate del 2012, ha raccolto l’eredità del basket reatino dopo lo scioglimento della Sebastiani Basket Club.
La squadra, finora, ha militato in Serie A2 dal 2015 (grazie alla vittoria contro Agropoli del 13 giugno 2015 nelle Final Four disputate al PalaGalassi di Forlì, in uno spareggio decisivo per la promozione nella serie cadetta) al 2021, per poi militare in Serie B per una sola stagione, prima di tornare in Serie A2 per mezzo dell'acquisizione del titolo sportivo della Pallacanestro Piacentina. 
È in assoluto la squadra che ha espugnato il PalaSclavo della Mens Sana Siena con il più grande scarto, grazie alla vittoria 55-90 conseguita il 25 febbraio 2017 (nella stagione 2016/2017 della Serie A2 girone Ovest).
Ad oggi, è la società di basket reatina che vanta più stagioni sportive disputate in serie A2 negli anni 2000.

## Storia

### Fondazione
La N.P.C. era originariamente una società cestistica con sede a Contigliano, comune a pochi chilometri da Rieti, dove aveva giocato 30 campionati nella minors dal 1981. La sigla significava era "Nuova Pallacanestro Contigliano".
Nel 2011 la società viene spostata nel capoluogo Rieti e il significato della sigla viene cambiato in "New Project Children".
Nel 2012, dopo lo scioglimento della Sebastiani Rieti, il presidente della N.P.C. Giuseppe Cattani decide di raccogliere l'eredità della pallacanestro reatina, trasferendo definitivamente la società da Contigliano a Rieti.

### Stagione 2012-13: campionato di transizione
Già dal mercato estivo si capisce che c'è voglia di tornare a fare le cose in grande; in particolare i ritorni di Roberto Feliciangeli e Simone Bagnoli (che rescinderà tuttavia il contratto a stagione in corso) e quello di Gianluca De Ambrosi che, dopo il ritiro, decide di tornare a indossare per un ulteriore anno i colori amaranto celesti, sembrano riportare entusiasmo nell'ambiente. Arrivano a Rieti anche i giovani Filippo Mascagni e Alessio Della Libera e i "veterani" Diego Grillo, Victorio Musso, Francesco Ferrienti e Dario Scodavolpe (figlio dell'Alberto Scodavolpe che giocó nella grande Sebastiani, vincendo anche una coppa Korać nel 1980), mentre sono confermatissimi capitan Federico Granato e i giovani Riccardo Ciavarroni, Matteo Giovannelli e Lorenzo Carosi. L'allenatore è il reatino Roberto Peron. Tuttavia la prima stagione in DNB della N.P.C., nonostante un roster da promozione, sarà deludente, con la squadra che stazionerà per tutta la durata del campionato a metà classifica (e con Peron che verrà sostituito in panchina a campionato in corso da Luciano Nunzi) non raggiungendo nemmeno l'obiettivo minimo dei Play-off.

### Stagione 2013-14: finale playoff
Dopo una stagione di transizione, il presidente Cattani fa da subito capire di essere seriamente intenzionato a riportare il basket reatino tra i professionisti. Vengono confermati dalla stagione precedente Feliciangeli, Musso, Scodavolpe e Granato e arrivano come nuovi acquisti Andrea Giampaoli, Nicolò Benedusi, Innocenzo Ferraro, Riziero Ponziani e Juan Manuel Caceres. Viene aggregato al roster anche il giovane Andrea Colantoni. L'allenatore è ancora Luciano Nunzi.
La stagione di Rieti è ottima fin dall'inizio, la regular season viene conclusa al secondo posto, alle spalle della Benacquista Latina, considerata da molti favorita per la promozione insieme ai reatini e dimostratasi l'unica squadra capace di battere questi ultimi in entrambe le partite di regular season. 
Nei play-off la N.P.C. sconfigge prima Porto Sant'Elpidio per 2-0 nei quarti, poi Vasto in semifinale per 2-1 al termine di una gara-3 tiratissima e in cui i reatini, dopo essere stati spesso sotto, rimettono il naso avanti proprio negli ultimi minuti.
La finale contro Latina viene tuttavia persa per 2-0. Ciononostante la stagione per Rieti resta molto positiva, sicuramente un buon viatico per cercare la promozione in A2 nel campionato successivo.

### Stagione 2014-15: arriva la promozione in A2
L'obiettivo per la stagione 2014-15 è il ritorno in Serie A2, campionato che a Rieti manca ormai dal 2009. Vengono confermati Nunzi in panchina e Feliciangeli (che dopo aver deciso di appendere le scarpe al chiodo, ci ripensa), Granato, Benedusi, Giampaoli e Ponziani tra i giocatori. Vengono acquistati Stefano Spizzichini, Davide Rosignoli, Andrea Iannone e Nicolas Stanic e il roster viene integrato con alcuni giovani del vivaio reatino.
La regular season, nonostante un inizio a rilento, è ancora una volta una marcia trionfale, conclusa al secondo posto alle spalle di Palestrina. Nei playoff, Rieti elimina prima la LUISS Roma per 2-0 nei quarti, poi la Poderosa Montegranaro per 3-1 in semifinale e l'Eurobasket Roma di Davide Bonora in finale per 3-1, dopo aver espugnato per 2 volte di fila il PalaTiziano. Nel concentramento di Forlí, il 13 giugno 2015 la N.P.C. sconfigge Agropoli (che a febbraio aveva eliminato proprio Rieti in Coppa Italia DNB) per 67-66, al termine di una partita condotta a lungo, ma terminata punto a punto per la grande rimonta avversaria, riconquistando così la promozione in A2.

### Stagione 2015-16: salvezza con una giornata d’anticipo
Per la stagione del ritorno del basket reatino in Serie A2, l'obiettivo è quello di conquistare una tranquilla salvezza. Oltre al coach Luciano Nunzi, gli unici confermati del roster della promozione sono Nicolò Benedusi, Riziero Ponziani e Roberto Feliciangeli, il quale, come nel precedente campionato, dopo aver inizialmente deciso di appendere le scarpe al chiodo per cominciare la carriera da dirigente, ci ripensa, rinviando di un anno il ritiro dal basket giocato. Per il resto, la rosa viene completamente rinnovata. Arrivano a Rieti giocatori esperti della categoria come il play/guardia Davide Parente e il pivot Chris Mortellaro, mentre i due USA scelti dalla società sono la guardia Dalton Pepper e l'ala forte Rakeem Buckles. Gli under scelti sono invece il playmaker Gianluca Della Rosa e l'ala piccola Andrea Longobardi. Il roster viene completato, come di consueto, con alcuni giovani del vivaio reatino. La stagione procede tra alti e bassi, con i reatini che ben si comportano durante il girone di andata, salvo poi venire risucchiati nella zona play-out a causa di un ruolino di marcia di appena 2 vittorie (ottenute contro Latina e Casale Monferrato) nelle prime 10 giornate del girone di ritorno. Dopo l'inattesa sconfitta sul campo della già retrocessa Barcellona Pozzo Di Gotto, la N.P.C. ha un sussulto e ottiene 4 successi consecutivi (in casa contro Omegna e Siena, a Trapani e ancora al
PalaSojourner con Tortona), dei quali l'ultimo, arrivato col risultato di 81-78 dopo una grande rimonta (a 4' dal termine i reatini erano sotto 63-72), risulta essere quello decisivo per la salvezza diretta con una giornata d'anticipo. Quest'ultima partita segna inoltre il definitivo ritiro di Feliciangeli dal basket giocato, dopo una sua ottima prestazione risultata decisiva per la vittoria reatina.

### Stagione 2016-17: un campionato tranquillo
Dopo la salvezza conquistata nella stagione precedente, l'obiettivo, stando alle parole del Presidente Cattani, è quello di "conquistare 2 punti in più rispetto alla stagione 2015-16", ovvero ripetere la salvezza e provare in seguito a centrare i play-off. La campagna acquisti porta a Rieti giocatori del calibro di DeShawn Sims, Juan Marcos Casini e Alessandro Zanelli. Vengono prelevati anche l'esperto Giacomo Eliantonio e i giovani Matteo Chillo e Federico Di Prampero. Il resto del roster consiste nei riconfermati Dalton Pepper, Nicolò Benedusi e Gianluca Della Rosa e nei soliti componenti del vivaio reatino. L'allenatore è, ancora una volta, Luciano Nunzi. A campionato in corso arriva anche il pivot Vincenzo Pipitone. La squadra inizia bene la stagione, con un ruolino fatto soprattutto di vittorie interne e sconfitte esterne, sufficiente per i playoff. Tuttavia, tra la fine del girone di andata e l'inizio della fase discendente della stagione, arrivano 6 sconfitte consecutive, di cui 3 in casa, che fanno sprofondare i reatini al quartultimo posto, poco sopra la zona play-out. La squadra reagisce molto bene e arrivano 7 vittorie in 8 partite, di cui 6 consecutive e 3 di fila in trasferta, compresa la storica sfida al PalaEstra di Siena, conclusasi col punteggio di 55-90 contro la Mens Sana Basket 1871, vittoria che fa della Npc la squadra ad aver espugnato la città del Palio con lo scarto di punti maggiore in assoluto. I playoff sembrano cosa fatta, ma è proprio nel rush finale che l'obiettivo fallisce: il campionato si conclude infatti con 4 ko consecutivi, che precludono di fatto a Rieti l'accesso alla post season.

### Stagione 2017-18: nuova salvezza
Il campionato successivo, per la N.P.C., riparte con l’obiettivo, ancora una volta, di centrare la salvezza, guardando anche ai playoff. Il roster viene rivoluzionato, a rimanere sono solo Juan Marcos Casini e l’allenatore Luciano Nunzi. In sede di mercato, vengono acquisite le prestazioni del pivot Angelo Gigli, del playmaker Claudio Tommasini, dell’ala Giovanni Carenza, della guardia Norman Hassan e dei due giovani Nicola Savoldelli (playmaker) e Alberto Conti (guardia). Sul mercato a stelle e strisce i rinforzi sono la guardia Zaid Hearst e il rookie Chris Davenport, ala forte. L’inizio di campionato è pessimo: dopo la vittoria al supplementare contro Scafati, arrivano 4 sconfitte consecutive e la contestazione dei tifosi. La società decide per l’esonero di Nunzi, trovando il parere favorevole del tifo. Con la promozione del vice Alessandro Rossi nel ruolo di head-coach, e con l’acquisto dell’ala forte Jamal Olasewere al posto di Davenport, che si trasferisce nel campionato islandese dopo il taglio, Rieti riconquista posizioni e vittorie concludendo a metà classifica il girone di andata. Dopo la batosta rimediata a Scafati a inizio girone di ritorno, la società cambia ancora, tagliando Hassan (ceduto a Venafro) e sostituendolo col giovane prospetto Andrea La Torre. Rieti mantiene un cammino regolare, ma complice l’infortunio di Jamal Olasewere contro Siena, a poche giornate dalla fine, nonostante la sostituzione con Ryan Martin, non riesce a conquistare l’accesso ai playoff promozione, persi ancora una volta all’ultima giornata, con la sconfitta a Legnano.

### Stagione 2018-19: quinto posto, quarti di finale dei playoff per la promozione in LBA
Non cambiano gli obiettivi stagionali dei reatini per l'annata 2018/2019, che sono sempre i playoff. A differenza dello scorso mercato, la strategia è quella di ripartire da alcune conferme, che sono quelle di Juan Marcos Casini, Angelo Gigli, Giovanni Carenza e Alberto Conti. La coppia di americani è costituita dal playmaker JJ Frazier e dall'ala forte Bobby Jones, che arriva nell'ultima settimana di mercato al posto del pariruolo Jarvis Williams. Per il resto, arrivano a Rieti gli ex Legnano Simone Tomasini e Daniele Toscano, rispettivamente guardia e ala piccola, il centro Aleksa Nikolic (preso dopo la mancata concessione dell'idoneità sportiva al giovane Nenad Simic per motivi di salute) e il playmaker Federico Bonacini. Roster completato, come di consueto, dai giovani del vivaio reatino, stavolta con una presenza fissa del reatino Leonardo Berrettoni nei 12. Confermato, infine, l'allenatore Alessandro Rossi. L'inizio, anche a causa di una clamorosa serie di infortuni che comincia fin dal precampionato, non è dei più semplici: arrivano infatti due sconfitte, in casa contro Biella e a Siena, dove la squadra conduce anche di parecchio per 30' prima di crollare nell'ultimo quarto. Nei due match successivi la N.P.C. si riscatta, battendo rispettivamente Trapani e Cassino al PalaSojourner, dovendo però fronteggiare l'ulteriore defezione di Frazier, che conclude anzitempo la sua avventura a Rieti e viene sostituito dal pariruolo Ogo Adegboye, il cui esordio avviene in una trasferta a Legnano dove gli amarantocelesti vengono beffati sulla sirena. Da quel momento in avanti Rieti infila una striscia di 11 vittorie su 13 partite, di cui 7 consecutive, tra le quali spiccano quelle contro Orlandina, Siena e Tortona a Rieti e Virtus Roma al PalaEur. Tuttavia, proprio durante il match contro Tortona, Adegboye subisce lo stesso destino di Frazier e il sostituto scelto, l'ex Cassino Antino Jackson, non riesce ad avere la stessa continuità di rendimento: ciò, insieme all'ulteriore defezione di Gigli (sostituito da Giovanni Vildera) comporta un calo di rendimento per i reatini, che devono abbandonare la corsa alla promozione diretta in A1. In questo periodo, è comunque da rimarcare il successo interno per 71-65 nel derby contro la Virtus Roma, in cui un clamoroso parziale di 25-3 nell'ultimo quarto è decisivo per completare una rimonta dal -21. Ai playoff, Rieti vince gli ottavi di finale contro Forlì per 3-2, ma viene poi eliminata da Treviso (che in seguito otterrà la promozione) nei quarti con il punteggio di 3-0.

### Stagione 2019-20: andamento da playoff, poi tutto si ferma
Dopo aver sfiorato la promozione al termine di un campionato comunque molto ben giocato dalla formazione reatina, il presidente Cattani, pur riducendo parzialmente il budget per la costruzione della squadra investendone una parte sui lavori per il nuovo centro sportivo di Contigliano e su pullman e camper di proprietà, rilancia e indica ancora una volta nel raggiungimento dei playoff l'obiettivo da conseguire per il campionato 2019/2020. Tra i giocatori rimangono solamente Giovanni Vildera e Aleksa Nikolic, mentre Daniele Toscano, che inizialmente sembra dato per confermato, alla fine sceglie Torino, e Simone Tomasini passa a Casale Monferrato. Il mercato porta comunque ottimi giocatori alle pendici del Terminillo, tra cui l'esperto playmaker Marco Passera e l'ala-centro USA Jalen Cannon, già vista in Italia con la maglia di Agrigento. Gli altri acquisti sono l'ala piccola Francesco Stefanelli, la giovane promessa Niccolò Filoni, ala piccola, il playmaker Carlo Fumagalli e la guardia Andrea Pastore, il cui arrivo viene inizialmente visto di cattivo occhio da una parte della tifoseria reatina a causa di alcuni malintesi reciproci risalenti agli anni in cui il giocatore ha militato nelle file della Benacquista Latina. Sul versante USA, il secondo visto viene investito sul figlio d'arte Elijah Brown, giovane promessa di ruolo guardia, il cui padre allena in NBA. Infine, viene riconfermato ancora una volta Alessandro Rossi alla guida della squadra. L'inizio è molto positivo e vede due vittorie consecutive, rispettivamente contro Napoli per 79-62 all'esordio e contro Tortona la domenica successiva, in entrambi i casi al PalaSojourner. Il cammino, da qui in avanti, vedrà la formazione reatina sempre trionfante nelle partite casalinghe, eccezion fatta per i match contro Eurobasket Roma e Biella, ma di contro spesso sconfitta in trasferta, dove si paleserà il maggiore punto debole della squadra: un cammino comunque sufficiente alla N.P.C. per stazionare costantemente in zona playoff, sempre a poca distanza dalle prime 4 posizioni. Durante il campionato, Elijah Brown, dopo una serie di prestazioni altalenanti, viene tagliato e sostituito col play-guardia Anthony Raffa, ex Legnano, Orzinuovi e Virtus Roma. Col nuovo innesto in regia, il ruolino di marcia della N.P.C. migliora anche nei match fuori casa e la posizione playoff viene ulteriormente consolidata. L'interruzione definitiva del campionato causa pandemia di COVID-19 avviene a una giornata dalla fine del girone di ritorno, con Rieti a occupare il settimo posto a quota 28 punti. Tra i risultati ottenuti in quest'annata, sono degni di nota il doppio derby vinto contro Latina (che diventa triplo contando anche la Supercoppa Italiana di Serie A2) e i successi sulle capofila Torino, Casale Monferrato e Agrigento. In Supercoppa, Rieti batte a domicilio l'Eurobasket Roma ai supplementari e Latina in casa, ma viene eliminata a causa della sconfitta patita a Scafati nella giornata conclusiva del raggruppamento.

### Stagione 2020-21: retrocessione in B
Il nuovo campionato, che si presenta di difficile gestione sin dall’inizio a causa del perdurare della pandemia di COVID-19 e dei conseguenti DPCM a tutela della salute pubblica e che prevedono l’assenza di pubblico per tutto il campionato, parte molto in ritardo rispetto al solito, cominciando infatti a metà novembre. Ciononostante, la N.P.C. si presenta ancora una volta ai nastri di partenza con l’obiettivo dichiarato dei playoff, non disputati nella stagione precedente per via della sospensione definitiva del campionato, che vedeva i reatini tra le prime 8 classificate nel girone Ovest al momento dello stop. Vengono confermati Francesco Stefanelli e Carlo Fumagalli, cui si aggiungono gli ingaggi di Quirino De Laurentiis sotto le plance e di Giacomo Sanguinetti in regia, insieme ai ritorni di Claudio Tommasini e Riziero Ponziani. Vengono ingaggiati anche i giovani Alessandro Sperduto, ala piccola, e Nikola Nonkovic, ala forte. La coppia USA è costituita dalla guardia-ala Dalton Pepper, altro ritorno, e dall’ala forte Steve Taylor Jr. In panchina rimane ancora una volta coach Alessandro Rossi, e a completare le rotazioni sono, come al solito, alcuni giovani del vivaio reatino. Il campionato inizia bene per Rieti che, pur senza brillare, batte Pistoia e San Severo al PalaSojourner. Tuttavia, nelle successive otto giornate, la N.P.C. perde sette partite, di cui cinque consecutive: in questo periodo emergono alcuni problemi di spogliatoio. Dopo un discorso del presidente Cattani alla squadra, la reazione arriva immediata con due successi consecutivi, di cui il primo in casa contro Scafati e il secondo a Napoli, sul campo di una squadra che sarà poi promossa in Serie A1 al termine del campionato. Ciononostante, il girone di ritorno non comincia bene, e la società deve intervenire sul mercato:  arrivano alla corte di coach Rossi l’ala forte Alessandro Amici, l’ala piccola Matteo Piccoli e il play under Antonino Sabatino, e a lasciar loro il posto sono Fumagalli e Sperduto. Il 7 Febbraio 2021 avviene un fatto che si rivelerà in seguito essere una sorta di tragedia sportiva annunciata per la N.P.C.: prima della gara tra Rieti e Ferrara, in programma quello stesso pomeriggio, la sfida viene rinviata a causa di un focolaio di COVID-19 nel gruppo squadra degli emiliani, con il quale alcuni giocatori di Rieti sono entrati in contatto. Nelle due partite successive, le ultime giocate al completo dalla N.P.C., gli uomini di coach Rossi battono Chieti e sfiorano la vittoria in quel di Forlì; da qui in avanti la squadra è costretta a ben 3 quarantene collettive, ritrovandosi a disputare le ultime partite priva di metà rotazione e collezionando ulteriori sconfitte che, di fatto, compromettono la corsa ai playoff, nonostante una reazione d'orgoglio che vedrà i reatini avere la meglio sulla Stella Azzurra e proprio nel recupero contro Ferrara. Durante la poule salvezza, sulla già difficile stagione della N.P.C. si abbatte la tegola di un’ulteriore quarantena, situazione questa che porta a concludere una gara in 4 uomini a Casale Monferrato e a sospenderne un’altra, per mancanza di effettivi da schierare a seguito delle uscite per falli dei giocatori superstiti, a Rieti contro Orzinuovi. Rieti è dunque costretta ai playout, dove arriva una sconfitta per 3-1 contro Biella, nonostante l’ingaggio di Jeremiah Wilson al posto di Taylor, concludendo una stagione assai travagliata con un’immeritata retrocessione in Serie B. In Supercoppa, Rieti vince il proprio girone dopo aver espugnato Pistoia, perso contro la Stella Azzurra e battuto l’Eurobasket, disputando in trasferta tutte e 3 le gare per via dei lavori in corso al PalaSojourner. Nelle Final 8 di Cento, gli uomini di coach Rossi escono sconfitti, a testa alta, contro Scafati, vincitrice della competizione.

### Stagione 2021-22: semifinali playoff di B, ritorno in A2 tramite acquisto di titolo
Dopo la beffarda retrocessione dell’ultimo campionato, l’obiettivo societario minimo per la stagione seguente è quello di raggiungere i playoff di Serie B ottenendo un piazzamento tra le prime quattro. Dopo la partenza di coach Rossi, direzione Scafati, la guida della squadra viene affidata a Gabriele Ceccarelli. L’ossatura della nuova N.P.C. vede Michele Antelli e Maurizio Del Testa come playmaker, le guardie Filippo Testa e l’under Matteo Franco, Francesco Papa e Marco Timperi nello spot di ala piccola, il veterano Giorgio Broglia come ala forte e i centri Edoardo Tiberti e l’under Eugenio Cortese. Il resto della squadra è ancora una volta composto da giovani del vivaio della N.P.C. 
La stagione è molto positiva: i reatini stazionano per tutta la stagione regolare tra le prime quattro del girone C, terminando alle spalle del terzetto composto da Roseto, i rivali cittadini della Real Sebastiani Rieti e Rimini, ottenendo 4 vittorie su 6 contro le squadre sopra citate (una nel derby, una contro gli abruzzesi e due contro i riminesi). Durante la stagione, arrivano anche il playmaker under Manuel Saladini in sostituzione dell’infortunato Franco, e l’ala piccola Gabriele Fin per la post-season. Nei playoff, la N.P.C. elimina Salerno per 3-1 nei quarti, per poi cedere ad Agrigento (che sarà promossa) con lo stesso punteggio. A fine giugno il presidente Cattani trova l’accordo con la Bakery Piacenza per uno scambio di titoli sportivi, riportando la N.P.C. in Serie A2. In Supercoppa, il team di Ceccarelli si qualifica alle Final Eight, dove supera Ruvo di Puglia nei quarti ma viene eliminato da Cividale in semifinale, mentre in Coppa Italia Rieti cede ad Agrigento al termine di un match caratterizzato da grande equilibrio.

### Stagione 2022-23: nuova retrocessione in B
L’obiettivo della N.P.C. per la stagione del ritorno in A2 è la salvezza. Per quanto riguarda il mercato degli italiani, la strategia societaria è quella di puntare su un mix di esperienza e gioventù, che porta alle conferme di Marco Timperi e Maurizio Del Testa e agli arrivi di Paolo Rotondo, Rubén Zugno, Lorenzo Tortù e dei giovani Alessandro Naoni, Lucas Maglietti e Benjamin Marchiaro. Per quanto riguarda i due americani, la società punta sull’ala forte Darryl Tucker e, dopo essere sfumato l’ingaggio di Ty Sabin, miglior marcatore dello scorso campionato con la maglia di San Severo, a causa di un infortunio, sulla guardia Jordan Geist. Confermato infine coach Ceccarelli. L’iniziale vittoria contro la JuVi Cremona sembra il preludio a un campionato ricco di soddisfazioni, tuttavia nelle successive partite arrivano numerose sconfitte che minano la fiducia all’interno del gruppo e acuiscono la contestazione dei tifosi. Il girone d’andata si conclude con appena 6 punti, frutto, oltre che dei 2 punti ottenuti contro Cremona, di una vittoria contro Torino e un successo a tavolino in quel di Trapani a causa della mancanza di un canestro sostitutivo dopo che Timperi, con una schiacciata, aveva danneggiato quello presente. Nel girone di ritorno le cose non migliorano, e nemmeno le vittorie a Rieti contro Casale Monferrato e Stella Azzurra Roma e a Piacenza bastano per risollevare la classifica. Nel frattempo, dal mercato, arrivano Davide Bonacini e Paolo Paci, mentre Tortù e Zugno vengono tagliati. La squadra è condannata al girone salvezza, dove le iniziali sconfitte a Chieti e in casa contro San Severo costano l’esonero a Ceccarelli, sostituito dal suo vice Andrea Ruggeri. La N.P.C. ha un sussulto e batte Ravenna (sia fuori che in casa) e Mantova (al PalaSojourner), ma proprio la sconfitta nel match di ritorno contro i mantovani, contemporaneamente all’affermazione esterna di Roma contro Ravenna, condanna la squadra alla retrocessione. In Supercoppa Rieti batte Pistoia, poi promossa in A1, a domicilio, e la Fortitudo Bologna in casa, qualificandosi ai quarti di finale, dove viene sconfitta da San Severo.

### Stagione 2023-24: una salvezza all’ultimo respiro
Smaltita la rabbia per la nuova retrocessione, il sodalizio di Giuseppe Cattani riparte da un progetto triennale, che prevede, come obiettivo da raggiungere nel primo anno, una tranquilla salvezza nel nuovo campionato di Serie B Nazionale. L’organico viene totalmente rivoluzionato, a partire dalla panchina:  per tentare di rilanciare le sorti della N.P.C., il nuovo tecnico è Francesco Ponticiello. Sul fronte giocatori, si registrano gli arrivi degli esperti Bacchin, Nicola Markovic e Mattia Da Campo (che sarà il nuovo capitano) sugli esterni, e dei più giovani Pietro Agostini e Kurt Cassar sotto le plance, nonché il ritorno del reatino Mattia Melchiorri. Per la panchina viene prediletta la linea verde, con Lorenzo Mele e Leonardo Del Sole coadiuvati a turno da giocatori del settore giovanile. Essendovi la possibilità di tesserare un giocatore di passaporto comunitario, concessa dalla riforma dei campionati, Rieti sceglie l’ala piccola italo-argentina Tomas Cavallero. Nonostante la Supercoppa dia buone indicazioni, con la N.P.C. che supera in casa Salerno e Sant’Antimo nella fase eliminatoria, venendo battuta solo in semifinale dalla Pielle Livorno futura vincitrice della competizione, il campionato si rivela sin da subito molto complicato per i reatini, che, dopo essersi presi la rivincita sui livornesi al PalaSojourner nella gara d’esordio, subiscono 9 sconfitte consecutive, che la fanno precipitare all’ultimo posto insieme a Caserta. A seguito di tali risultati, vi è una reazione d’orgoglio, che permette, grazie a vittorie quali le trasferte a Legnano, Piacenza e Piombino e i match in casa contro Caserta, Libertas Livorno e Sant’Antimo, di sognare l’uscita dalla zona calda della classifica. Tuttavia, una nuova serie di risultati negativi proprio sul finale di stagione riporta la N.P.C. al terzultimo posto, condannandola dunque ai playout. Causa vari infortuni e rendimento al di sotto delle attese da parte di alcuni giocatori, inoltre, l’assetto della squadra subisce svariate modifiche nel corso del campionato, con le partenze di Agostini, Bacchin e Cavallero e gli arrivi di Kevin Cusenza (il quale terminerà a sua volta la stagione in anticipo a causa della rottura del tendine d’Achille), Victor Sulina, del cavallo di ritorno Dario Zucca e, in sostituzione di Cavallero, di Terrence Roderick (il nuovo regolamento permette infatti di acquistare anche atleti extracomunitari, purché l'operazione avvenga tramite visto da atleta-studente o comunque per motivi non sportivi, come in questo caso specifico) il quale, dopo una serie iniziale di ottime partite, verrà tagliato per motivi disciplinari. Nella fase salvezza, dopo una sconfitta per 3-0 contro Cassino al primo turno, la N.P.C. riesce ad affermarsi con lo stesso punteggio contro Salerno, garantendosi la permanenza nel terzo campionato nazionale.

### Stagione 2024/25: nuova salvezza ai playout, riposizionamento nei campionati interregionali
L’obiettivo della squadra per il nuovo campionato è una salvezza più tranquilla rispetto alla precedente. A tale scopo vengono confermati Ponticiello come head-coach, nonché giocatori quali Melchiorri, Mele, Cassar e Sulina. Dal mercato arrivano effettivi di esperienza come Davide Meluzzi, Patrick Baldassarre (che però si infortunerà gravemente durante la stagione), Aaron Thomas e Augustin Fabi, ma anche giovani di buone speranze quali Cedric Ly-Lee e Marco Felice Capocotta. L’inizio è positivo, con due vittorie consecutive (rispettivamente in casa contro Fabriano e a Latina), ma nei match successivi arrivano quasi solo sconfitte, e a farne le spese è Ponticiello, che viene esonerato e sostituito da Antonio Paternoster. Tuttavia, lo sperato cambio di rotta non arriva, prosegue invece il momento difficile che culmina in una striscia di 16 sconfitte consecutive e l'ultimo posto in classifica. Nel frattempo la società interviene sul mercato nel tentativo di invertire il trend, tagliando Mele, Meluzzi, Sulina e Thomas e sostituendoli con Cecchi, Giunta e Blatancic, richiamando inoltre Ponticiello in panchina al posto di Paternoster: questi movimenti, unitamente all’abbandono di Chieti per problemi economici, permettono alla N.P.C. di ottenere alcuni successi sul finire della stagione regolare e di disputare i playout, dove la squadra si salva nel primo turno contro Desio, aggiudicandosi una combattutissima serie per 3-2, cogliendo in trasferta il successo decisivo col punteggio di 84-85 dopo un tempo supplementare. Tuttavia, il 7 Luglio 2025, la società annuncia la mancata iscrizione al campionato 2025/2026, chiedendo contestualmente il riposizionamento in un campionato minore. Tale richiesta viene accolta dalla FIP, con la squadra che viene inserita nel girone M di Serie C.

## Sponsor
- 2012 - 2014: Linkem[4]
- 2014 - 2015: Prometeo Estra
- marzo 2018 - maggio 2020: Zeus Energy Group[5]
- giugno 2020-agosto 2023: Kienergia
- settembre 2023-presente: Tecnoadsl

## Tifoseria
Il principale gruppo del tifo organizzato della N.P.C. Rieti è quello dei Bravi Ragazzi, scioltosi tuttavia durante la stagione 2024/2025. In precedenza, il gruppo maggiormente rappresentativo è stato quello dei Veterani Rieti. Quanto al rapporto tra la tifoseria amaranto-celeste e le altre, vi è rivalità in particolare con i sostenitori della Sutor Montegranaro; anche delle rivalità con JuveCaserta, Viterbo, Fortitudo Bologna e Mens Sana Siena si può dire lo stesso. Rivalità di più recente comparsa è invece quella con Agropoli. Sono presenti campanilismi con le tifoserie di Virtus Roma, Eurobasket Roma e Latina. Vi è amicizia con le tifoserie di Trapani, Scafati e Palestrina: anche in questo caso si tratta in gran parte di amicizie presenti fin dai tempi della Sebastiani.

## Roster 2024-2025
Aggiornato al 03 aprile 2025.
|    | Naz.                                     | Ruolo | Sportivo               | Anno | Alt. | Peso |  |
| -- | ---------------------------------------- | ----- | ---------------------- | ---- | ---- | ---- |  |
| 00 | Camerun (bandiera) · Italia (bandiera)   | C     | Keller Cedric Ly-Lee   | 2001 | 204  | 96   |  |
| 3  | Italia (bandiera) · Svizzera (bandiera)  | A     | Patrick Baldassarre    | 1986 | 201  | 95   |  |
| 4  | Italia (bandiera)                        | P     | Lorenzo Mele           | 2005 | 187  | 85   |  |
| 10 | Italia (bandiera) · Argentina (bandiera) | A     | Agustin Fabi           | 1991 | 200  | 95   |  |
| 11 | Italia (bandiera)                        | GA    | Mattia Melchiorri      | 1997 | 193  | 85   |  |
| 13 | Italia (bandiera)                        | GA    | Federico Margarita     | 2006 | 194  | 84   |  |
| 14 | Malta (bandiera) · Italia (bandiera)     | C     | Kurt Cassar            | 1999 | 208  | 110  |  |
| 20 | Italia (bandiera)                        | P     | Matteo Reginaldi       | 2006 | 181  | 67   |  |
| 25 | Stati Uniti (bandiera)                   | GA    | Aaron Thomas           | 1991 | 196  | 88   |  |
| 27 | Italia (bandiera)                        | P     | Victor Sulina          | 2004 | 180  | 85   |  |
| 40 | Italia (bandiera)                        | P     | Davide Meluzzi         | 1998 | 180  | 75   |  |
| 70 | Italia (bandiera)                        | P     | Francesco Novelli      | 2007 | 183  | 84   |  |
| 85 | Italia (bandiera)                        | A     | Marco Felice Capocotta | 2004 | 196  | 95   |  |

## Organigramma
- Organigramma societario
  - Presidente: Giuseppe "Peppe" Cattani
  - Vice Presidente: Giandomenico Orlandi
  - General Manager: Gianluca Martini
  - Segretario: Giuliano Giacchetti

- - Addetto agli Arbitri: Mario Buccioni
  - Dirigente: De Santis Patrizio
  - Dirigente - Ciani Franco
  - Relazioni Esterne e Ufficio Stampa - Alice Matteucci

- Staff tecnico
  - Allenatore: Antonio Paternoster
  - Assistente allenatore 1: Giuseppe D'Elia
  - Assistente allenatore 2: Gabriele Rinaldi
  - Assistente allenatore 3 e Responsabile Settore Giovanile: Paolo Matteucci
  - Preparatore fisico: Simone Passacantando
  - Medico Sociale: Roberto Martini
  - Fisioterapista: Gabriele Gaudioso
  - Team Manager: Patrizio De Santis